# بمب‌گذاری عاشورای ۲۰۰۴
بمب گذاری عاشورای ۲۰۰۴ مجموعه بمب‌گذاری‌هایی در بغداد بود که به کشته و مجروح شدن صدها تن از شیعیان در روز عاشورا انجامید. این بمب‌گذاری‌ها شدیدترین در دوران اشغال عراق توسط آمریکا بود. القاعده عراق متهم به دست داشتن در این بمب‌گذاری بود.